# Eparchia Palghat
Eparchia Palghat – eparchia Kościoła katolickiego obrządku syromalabarskiego w Indiach. Została utworzona w 1974 z terenu eparchii Trichur.

## Ordynariusze
- Joseph Irimpen † (1974–1994)
- Jacob Manathodath (1996–2022)
- Peter Kochupuruckal (nominat)